# Alexandre Andreïevitch Logounov
Pour les articles homonymes, voir Logounov.
Alexandre Andreïevitch Logounov (russe : Александр Андреевич Логунов), né le 5 décembre 1989 à Perm, est un mathématicien russe qui travaille en analyse harmonique, théorie du potentiel et analyse géométrique. Il a obtenu en 2017 le Clay Research Award avec Eugenia Malinnikova.

## Formation et carrière
Logounov a obtenu son doctorat en 2015 à l'université d'État de Saint-Pétersbourg sous la direction de Victor Khavine(« О граничных свойствах гармонических функций », en anglais On boundary properties of harmonic functions). Il a travaillé au laboratoire Pafnouti Tchebychev de l'université de Saint-Pétersbourg et comme post-doc à l'université de Tel Aviv de 2015 à 2017. Il est membre de l'Institute for Advanced Study en 2017-2018.

## Travaux
Il a donné notamment une majoration pour la mesure de Hausdorff de l'ensemble des nœuds des fonctions propres de l'opérateur de Laplace sur des variétés lisses compactes et des bornes inférieures qui démontrent des conjectures de Yau et Nadirashvili.

## Prix et distinctions
Logounov a obtenu en 2017 le Clay Research Award avec Eugenia Malinnikova pour l'introduction de nouvelles méthodes géométrico-combinatoires dans l'étude des problèmes de valeurs propres elliptiques ; il est Clay Research Fellow pour deux ans à Princeton à partir de 2018. Il est conférencier invité au congrès international des mathématiciens à Rio de Janeiro en 2018. En 2017, il a obtenu le prix « jeune mathématicien » de la société mathématique de Saint-Pétersbourg.
En 2020, il est lauréat du prix de la Société mathématique européenne.

## Publications
- « Nodal sets of Laplace eigenfunctions: proof of Nadirashvili's conjecture and of the lower bound in Yau's conjecture », Annals of Mathematics, vol. 187, no 1,‎ 2018, p. 241-262 (MR 3739232, arXiv 1605.02589).
- « Nodal sets of Laplace eigenfunctions: polynomial upper estimates of the Hausdorff measure », Annals of Mathematics, vol. 187,‎ 2018, p. 221-239 (arXiv 1605.02587).
- avec Eugenia Malinnikova, « On ratios of harmonic functions », Adv. Math., vol. 274,‎ 2015, p. 241-262 (arXiv 1402.2888).
- avec Eugenia Malinnikova, « Ratios of harmonic functions with the same zero set », Geom. Funct. Analysis, vol. 26,‎ 2016, p. 909–925 (arXiv 1506.08041).
- avec Eugenia Malinnikova, « Nodal sets of Laplace eigenfunctions: estimates of the Hausdorff measure in dimension two and three. 50 years with Hardy spaces », Oper. Theory Adv. Appl., Birkhäuser/Springer, vol. 261,‎ 2018, p. 333-344 (MR 3792104, arXiv 1605.02595).